# Discaria nitida
Discaria nitida là một loài thực vật có hoa trong họ Táo. Loài này được Tortosa mô tả khoa học đầu tiên năm 1977.